# Monolito di Fobos

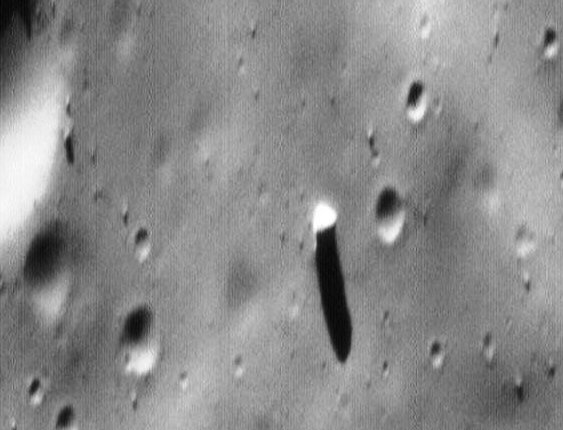
Il monolito di Fobos, con la lunga ombra proiettata sulla superficie del satellite, ripreso nel 1998 dalla sonda Mars Global Surveyor (MOC Image 55103, 1998).

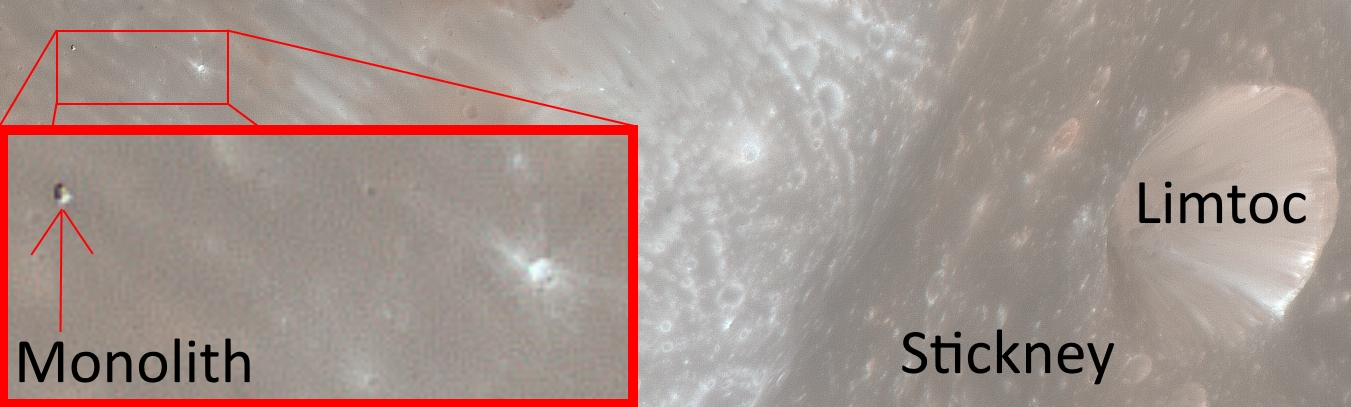
Localizzazione del monolito (HiRISE image PIA10368) sulla superficie di Fobos.

Il monolito di Fobos è un grande macigno roccioso individuato su Fobos, il maggiore e il più interno dei due satelliti naturali di Marte (l'altro è Deimos). La roccia ha dimensioni di 85 m di base e 90 m di altezza.

## Caratteristiche
Viene considerato un monolito, anche se la terminologia quando viene riferita a strutture rocciose terrestri, si riferisce a un monte o una collina costituito da roccia di composizione uniforme, di dimensioni notevoli e sporgente dal terreno circostante. In questo caso invece si ritiene che il monolito sia un detrito (o ejecta) ricaduto sulla superficie del satellite dopo un evento di impatto che ha dato luogo alla formazione di un cratere meteoritico. Il grande masso roccioso appare infatti come un oggetto molto chiaro in prossimità del grande cratere Stickney e nelle immagini proietta una lunga ed evidente ombra sul terreno.
La struttura rocciosa è stata scoperta da Efrain Palermo, nel corso di approfondite analisi delle immagini inviate dalle sonde e confermate in seguito da  Lan Fleming, che lavorava al Johnson Space Center della NASA.
L'area in prossimità del monolito è stata proposta come sito di atterraggio di sonde spaziali dalla Optech e dal Mars Institute per la progettata missione di esplorazione del satellite denominata PRIME (acronimo di: Phobos Reconnaissance and International Mars Exploration), che dovrebbe studiare vari aspetti della geologia di Fobos.
Il monolito compare nelle immagini SPS252603 e SPS255103, scattate nel 1998 dalla sonda Mars Global Surveyor. L'oggetto roccioso non è collegato al monolito di Marte, identificato dalla NASA come esempio di struttura similare.